# Kammmolche
Als Kammmolche (Triturus cristatus-Superspezies) werden derzeit sechs größerwüchsige europäische Arten der Gattung Triturus bezeichnet, deren Männchen zur Paarungszeit ausgeprägt gezackte Rückenkämme tragen. Zu diesem Artenkreis zählen der Nördliche Kammmolch (Triturus cristatus), der Donau-Kammmolch (Triturus dobrogicus), der Alpen-Kammmolch (Triturus carnifex), der Asiatische Kammmolch (Triturus karelinii) sowie neuerdings der Makedonische Kammmolch (Triturus macedonicus als Abspaltung von T. carnifex) und Bureschs Kammmolch (Triturus ivanbureschi als Abspaltung von T. karelinii). Bis in die 1980er-Jahre wurden alle Kammmolchformen noch als Unterarten von Triturus cristatus behandelt; dann führten genetische Erkenntnisse zur Artenabgrenzung. Die Kammmolcharten können sowohl untereinander als auch mit den nahe verwandten Marmormolchen hybridisieren, allerdings bei eingeschränkter Fruchtbarkeit der Nachkommen.

## Verbreitung
- Alpen-Kammmolch, T. carnifex (Laurenti, 1768): Er kommt in Italien und bis in den Alpenraum vor und wird daher auch „Italienischer Kammmolch“ genannt.
- Nördlicher Kammmolch, T. cristatus (Laurenti, 1768): Er ist in Europa am weitesten verbreitet – von Westfrankreich und den Britischen Inseln über ganz Mitteleuropa bis nach Westrussland.
- Donau-Kammmolch, T. dobrogicus (Kiritzescu, 1903): Dieser ist in Südosteuropa etwa von Niederösterreich und dem Burgenland über Ungarn und angrenzende Länder beheimatet. Ein separates Teilareal in Südostrumänien bis zur Nordwestküste des Schwarzen Meeres wird ihm ebenfalls zugeschrieben.
- Bureschs Kammmolch, T. ivanbureschi Wielstra et al., 2013: Dieser ist in Bulgarien, Nordost-Griechenland und der westlichen Türkei sowie im Norden Anatoliens beheimatet.
- Asiatischer Kammmolch, T. karelinii (Strauch, 1870): Nördliche und östliche Schwarzmeerküste, Kaukasus, südliche Küstenregion des Kaspischen Meeres. Wird auch „Südlicher Kammmolch“ oder „Persischer Kammmolch“ genannt.
- Makedonischer Kammmolch, T. macedonicus (Karaman, 1922): Diese zuerst als  Unterart des Alpen-Kammmolches beschriebene Art lebt auf dem Westbalkan. Zu dieser Art wird auch der Balkan-Kammmolch (T. arntzeni) gezählt, der früher als Unterart des Asiatischen Kammmolches auf der südöstlichen Balkanhalbinsel eingestuft und 2009 zur Art erhoben wurde, aber 2013 mit dem Makedonischen Kammmolch synonymisiert wurde.

## Schutzbestimmungen
Alle europäischen Lurche sind unter anderem nach der Bundesartenschutzverordnung besonders geschützt oder streng geschützt und dürfen nicht aus ihrem Habitat entnommen werden. Die Kammmolcharten werden zudem im Anhang II (teilweise zusätzlich im Anhang IV) der FFH-Richtlinie gelistet; sie sind „streng geschützt“ und für ihre Vorkommen sind eigens Schutzgebiete einzurichten.